# Carl Sandblom
Carl Sandblom   (Oslo, 21 d'agost de 1908 - 1 de juny de 1984) va ser un regatista suec que va competir durant la dècada de 1920. Posteriorment exercí d'advocat i fou alcalde de Nyköping.
El 1928 va prendre part en els Jocs Olímpics d'Amsterdam, on va guanyar la medalla de bronze en la regata de 8 metres del programa de vela, a bord del Sylvia, junt a Clarence Hammar, Tore Holm, Wilhelm Törsleff, el seu pare John Sandblom i el seu germà Philip Sandblom.